# Gunn Margit Andreassen
Gunn Margit Andreassen, född 22 juli 1973 i Kristiansand i Norge, är en norsk skidskytt. Hon deltog för första gången i en skidskyttetävling vid 13 års ålder 1986 och har vunnit sex mästerskapsmedaljer. 
Andreassen har två medaljer från olympiska vinterspelen, båda i stafett. Vid olympiska vinterspelen 1998 vann hon brons, vid olympiska vinterspelen 2002 vann hon silver. Individuellt i OS har hon som bäst två 16:e platser i sprint och jaktstart från Salt Lake City 2002.
1995 deltog hon i sitt första världsmästerskap och har sedan dess ställt upp i nio mästerskap. Han har under dessa spel vunnit fyra medaljer, tre i stafett och en individuell. 1995 vann hon brons i stafett, 1997 silver i stafett, 2003 brons på distansen och 2004 guld i stafett. 
I världscupen har Andreassen tävlat sedan säsongen 1993/1994 då hon slutade 44 totalt. Hennes bästa säsong var 2001/2002 då hon slutade 10:a i den totala världscupen. Hon har vunnit sju lopp i världscupen, samtliga i stafett och ytterligare 12 pallplatser i stafett. Individuellt har hon fem pallplatser i världscupen, två andraplatser från 2001/2002 i Antholz. Och tre tredjeplatser från 2002/2003 i Khanty-Mansiysk, 1996/1997 i Östersund och 1993/94 i Bad Gastein.
Vinster i världscupen:
| År   | Plats              | Land      | Disciplin |
| ---- | ------------------ | --------- | --------- |
| 1999 | Hochfilzen         | Österrike | Stafett   |
| 1999 | Lake Placid        | USA       | Stafett   |
| 2000 | Hochfilzen         | Österrike | Stafett   |
| 2001 | Antholz-Anterselva | Italien   | Stafett   |
| 2003 | Kontiolax          | Finland   | Stafett   |
| 2005 | Östersund          | Sverige   | Stafett   |
| 2005 | Hochfilzen         | Österrike | Stafett   |

Andreassen vann fyra norska mästerskap i skidskytte mellan 1995 och 2003.
Andreassen är sammanboende med den manlige norske skidskytten Frode Andresen och i december 2004 föddes deras son.